# Esenbeckia alata
Esenbeckia alata là một loài thực vật có hoa thuộc họ cam chanh, Rutaceae, là loài đặc hữu của Colombia. Trong tiếng Anh nó thường được gọi là Winged Esenbeckia, Coya, và Cuala-cuala.